# Ängsmyra
Ängsmyra (Formica pratensis) är en 4,5-9,5 millimeter stor och rödsvart myra som förekommer på öppna och soliga gräsmarker. Den är vitt spridd i Europa, men ganska sällsynt. 
Ängsmyran hör till samma släkte som den vanliga röda skogsmyran och påminner om denna till utseendet, men ängsmyran har en stor svart fläck på mellankroppens ovansida som utmärker den gentemot skogsmyran. Ängsmyrans bon är också små i jämförelse med skogsmyrans. Bona ligger oftast ensamma, det är sällan som flera bon hittas i närheten av varandra, och det finns bara en eller några få drottningar i varje bo. En första generation hanar och honor flyger tidigt på sommaren och en andra generation flyger i augusti eller september.